# Neufundland
Die Insel Neufundland (englisch Newfoundland, französisch Terre-Neuve) liegt vor der Nordostküste Nordamerikas im Atlantischen Ozean, hier im äußersten Mündungsgebiet des Sankt-Lorenz-Stroms. Die kanadische Provinz Neufundland und Labrador erstreckt sich zudem über die weitaus größere Labrador-Region auf dem kanadischen Festland. Die Insel Neufundland selbst ist der am dichtesten besiedelte Teil der Provinz.

## Geographie und Klima
Von der Labrador-Halbinsel ist Neufundland im Norden durch die Belle-Isle-Straße getrennt, von der Kap-Breton-Insel im Süden durch die Cabotstraße; im Osten befindet sich der offene Nordatlantik, im Westen der Sankt-Lorenz-Golf.
Die Provinz von Neufundland und Labrador hat eine Gesamtfläche von 404.720 km². Die Insel selbst hat eine Fläche von 108.860 km² (mit allen vorgelagerten Inseln wie Twillingate, Fogo und Bell Island insgesamt 111.390 km²). Der östlichste Vorposten der Insel, die Halbinsel Avalon mit der Hauptstadt St. John’s, verfügt hingegen lediglich über eine Fläche von 9700 km². Dabei wird die Insel – von den Einheimischen als „The Rock“ bezeichnet – von fast 500.000 Einwohnern bewohnt. Zum Vergleich leben in der Festland-Region Labrador auf 294.330 km² Fläche nur 28.000 Menschen.
Die Insel Neufundland bietet einen 9656 km langen Küstenstreifen. Zusammen mit den 7886 Küstenkilometern von Labrador besitzt die Provinz eine insgesamt 17.542 km lange Küste. Die Provinzhauptstadt St. John’s mit gut 100.000 Einwohnern befindet sich auf der im äußersten Südosten der Insel gelegenen Halbinsel Avalon. Etwa die Hälfte der Bevölkerung (250.000) lebt im Einzugsgebiet von St. John’s. Die Stadt verfügt über ein hervorragendes natürliches Hafengelände für Fischerei und Hochseeschifffahrt; die Universitätsstadt unter dem Signal Hill ist zudem die älteste Hafenstadt Nordamerikas. Dieser äußerste Osten Nordamerikas liegt Europa am nächsten, insofern bot sich der Naturhafen in St. John’s auch als erster Anlandepunkt für Neusiedler aus der Alten Welt an. Der Provinzhauptstadt vorgelagert ist Cape Spear, das nicht nur der östlichste Punkt der Insel („First to See the Sun“), sondern auch des gesamten nordamerikanischen Kontinents (ohne Grönland) ist. 19 km südlich von Neufundland liegt die Insel Saint-Pierre, Teil des französischen Überseegebiets Saint-Pierre-et-Miquelon. Die beiden kleinen vorgelagerten Inseln sind die Reste des bis 1753 wesentlich größeren französischen Kolonialgebiets „la Nouvelle France“, deren Hauptort ebenfalls Saint-Pierre heißt.
Höchster Punkt der Insel Neufundland ist der 814 m hohe Berg The Cabox in den Long Range Mountains an der Westküste bei Corner Brook. Längster Fluss ist der 322 km lange Exploits River, der vom Beothuk Lake (ehemals bekannt als „Red Indian Lake“) aus nach Nordosten fließt.
Neufundland ist ein raues, vom Wetter und vom Einfluss des Atlantiks geprägtes Land. Der Labradorstrom führt im Frühsommer zahlreiche Eisberge mit sich. Obwohl sich die Insel mit ihren zerklüfteten, felsigen Küsten auf derselben geographischen Breite wie Mitteleuropa befindet, liegen die Temperaturen deutlich tiefer. Das Wetter ist ganzjährig kühl. Die Sommer sind kurz, mit Temperaturen um 16 °C. In den Küstengebieten kann ganzjährig mit Niederschlag gerechnet werden. Lediglich im Bereich der Küstenregionen sorgt maritimes Klima für milde Winter mit Temperaturen um den Gefrierpunkt. In den Festlandbereichen Neufundlands ist es generell trockener; die Winter in Labrador sind deutlich kälter als auf der Insel selbst. Trotz der kühlen und kurzen Sommer sind vereinzelte hohe Temperaturen selbst in den subarktischen Bereichen im Norden der Provinz keine Seltenheit.

## Geschichte

### Ur- und Frühgeschichte
Die ersten Bewohner Labradors waren wohl die maritimen archaischen Indianer, die in der Zeitspanne zwischen 8000 und 3500 v. Chr. in Nordamerika lebten (vgl. Geschichte der First Nations). Ausgrabungen an der L’Anse Amour Site an der Ostküste Labradors sind auf ca. 7500 v. Chr. datierbar. Spätestens um 4000 v. Chr. kamen diese Indianer auch an die Küste Neufundlands. Zwischen 3500 und 2500 v. Chr. hatten sich daraus wahrscheinlich die „Intermediate Indians“ entwickelt, die auch im Landesinneren lebten. In Port au Choix an der Westküste Neufundlands werden Indianerfriedhöfe aus verschiedenen Epochen seit langem ausgegraben.
Um 4000 v. Chr. bis 2000 v. Chr. verdrängten bzw. übernahmen die Prä-Dorset-Inuit die Siedlungsgebiete der archaischen Indianer. Um 2400 v. Chr. kamen dann die Prä-Dorset-Inuit aus dem Nordosten nach Labrador und Neufundland. Allerdings verschwanden sie ungeklärterweise wieder von der Insel. Um 1400 v. Chr. wanderte die dritte Welle von Inuit, die Thule, von Alaska her ein. Ab ca. 1700 v. Chr. bis in die moderne Zeit waren verschiedene Gruppen von Indianern auf der Insel verbreitet. Die wichtigsten Gruppen waren bzw. sind die Beothuk und die Micmac. Die letzte Beothuk, Shanawdithit, starb 1829 in St. John’s. Die Micmac sind die letzten „Native Indians“ in Neufundland; in Labrador leben die Innu, ehemals Montagnais/Naskapi genannt, und die Inuit, Nachfahren der Thule-Inuit.
Die Theorien, dass Brendan, ein irischer Mönch, im sechsten Jahrhundert Neufundland erreicht hat, sind nicht gesichert.

### Wikinger
Die Wikinger (Bjarni Herjólfsson, Thorvald Eiriksson, Leif Eriksson) kamen auf mehreren Fahrten um 1000 n. Chr. nach Neufundland und Labrador. Leif Eriksson, der Sohn Eriks des Roten erreichte im Sommer 1003 von Grönland aus zunächst unwirtliches „kaltes Land“, vermutlich die heutige Baffin-Insel, ging dann auf Südkurs und fand nach einigen Tagen das Markland („Waldland“): eine Küste ohne Buchten, mit langen Stränden und Sand. Im hohen Mittelalter herrschte hier eine relative Warmzeit. Berichten zufolge gab es keinen Winterfrost, große Lachse, Bauholz, Beeren und Weideflächen.
Im Jahre 1961 entdeckten Anne Stine und Helge Ingstad eine Wikingersiedlung im äußersten Norden der Insel. L’Anse aux Meadows steht heute auf der Liste des UNESCO-Weltkulturerbes. Wahrscheinlich ist dies das Vinland der Wikinger. Es wurde schon im Jahre 1076 von Adam von Bremen beschrieben.
Im Jahre 2015 wurden beim Point Rosee zunächst Hinweise auf eine zweite Wikingersiedlung entdeckt. Die Hinweise auf eine nordische Besiedlung in der Wikingerzeit konnten laut eines archäologischen Berichts für das Provincial Archaeology Office in St. John’s aus dem Jahr 2017 nicht bestätigt werden.

### 15. bis 19. Jahrhundert

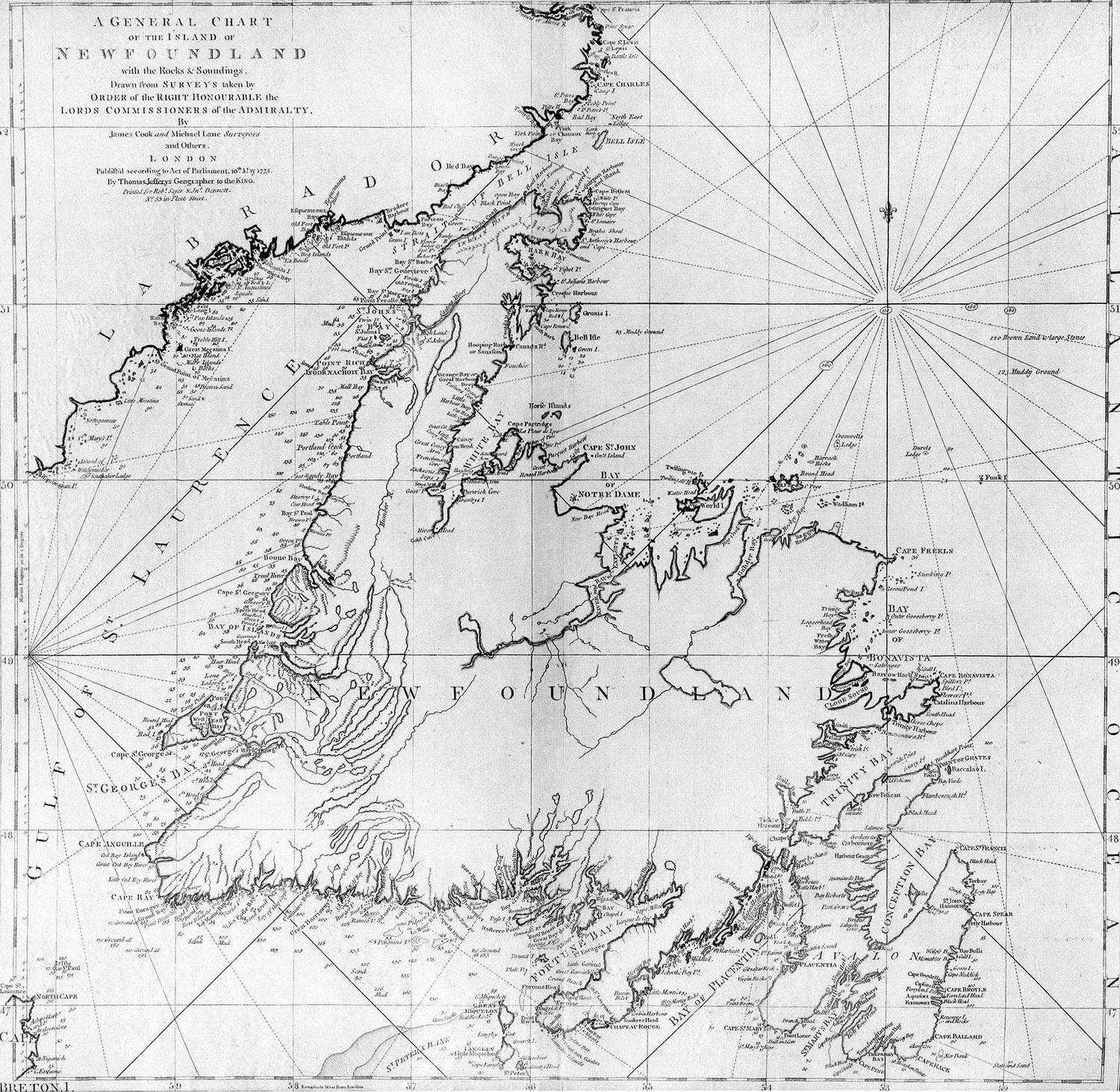
Karte von Neufundland von James Cook und Michael Lane

Im 15. Jahrhundert kam der portugiesische Seefahrer João Cortes Real Neufundland nahe. Aber erst am 24. Juni 1497 sah nachweislich der erste Europäer nach den Wikingern – John Cabot (anglisiert; italienisch Giovanni Caboto), ein italienischer Seefahrer in Diensten des englischen Königs, der von Bristol kam – das amerikanische Festland in Labrador, nachdem er auf der gleichen Reise schon in Bonavista auf Neufundland gelandet war. Der Name Neufundland leitet sich von Cabots Bezeichnung newe founde islande ab (deutsch neu gefundene Insel). 1583 nahm England die Insel offiziell in Besitz. Ab 1610 entstand hier die Kolonie Neufundland.
Im 17. Jahrhundert konkurrierten England und Frankreich um die Insel; damals erreichte der Kabeljaufang durch baskische und französische Fischer aus der Bretagne und Normandie seinen Höhepunkt. Beide Seiten setzten Gouverneure ein und förderten die Ansiedlung ihrer Landsleute. Im Mündungsgebiet des Sankt-Lorenz-Stroms wurde von 1763 bis 1767 der Küstenverlauf der Insel Neufundland von Briten unter der Leitung von James Cook kartiert, wobei jeweils der Theodolit zur Anwendung kam. Durch den Frieden von Utrecht 1713 fiel Neufundland endgültig an England, Frankreich behielt jedoch das sogenannte „French Shore“ bis 1904 als Fischereigebiet. Im Jahre 1832 erhielt Neufundland eine regionale Vertreterversammlung.
Im 19. Jahrhundert setzte eine weitere Einwanderungswelle ein, vor allem aus Irland, aber auch aus Schottland und Skandinavien. Die Insel prosperierte.
Im Juni 1882 wurde die erste Eisenbahnlinie über die Insel gebaut. Die ersten Passagiere wurden aber erst 1898 mit dem Zug befördert, der wegen seiner Geschwindigkeit „Newfie Bullet“ genannt wurde.

### 20. Jahrhundert
Im Juni 1919 führten John Alcock und Arthur Whitten Brown von Neufundland aus den ersten Non-Stop-Flug über den Atlantik durch. Von 1938 bis in die 1950er-Jahre war vor allem der Flughafen Gander ein Zwischenstopp für Transatlantikflüge; damalige Flugzeuge hatten noch nicht die Reichweite für Nonstop-Flüge zwischen Nordamerika und Europa. Während des Zweiten Weltkriegs wurden über Gander tausende Flugzeuge der United States Army Air Forces (US-Luftstreitkräfte) nach Europa überführt.
Neufundland (engl. Dominion of Newfoundland) existierte von 1907 bis 1934 als eigenständiges Dominion innerhalb des Britischen Reiches. Am 31. März 1949 wurde Neufundland eine Provinz von Kanada.
Bis zur Fertigstellung des Trans-Canada-Highway (TCH) im Jahr 1967 war die Bahnlinie die einzige Überlandverbindung von Port aux Basques im Westen zur Provinzhauptstadt St. John’s im Osten. Kurz nach Fertigstellung des TCH, am 2. Juli 1969, wurde der letzte Passagier befördert. Ganz eingestellt wurde die Eisenbahn am 1. September 1988, nachdem die Bundesregierung den weiteren Ausbau des TCH zugesichert hatte. Heutzutage ist man dabei, die gesamte Strecke für den Tourismus zugänglich zu machen, indem man sie in den Newfoundland T'Railway Provincial Park umwandelt.

### 21. Jahrhundert
Lange Zeit galt Neufundland als die ärmste Provinz Kanadas. Seit der Jahrtausendwende erlebt die Provinz einen Ölboom, heute prosperiert das Land und hat teil an einem der höchsten Lebensstandards weltweit.
Siehe zur Geschichte auch:
- Neufundland und Labrador, Neufundland (Dominion)
- Bell Island, Burin-Halbinsel
- Portugiesische Kolonien#Amerika

## Geologie

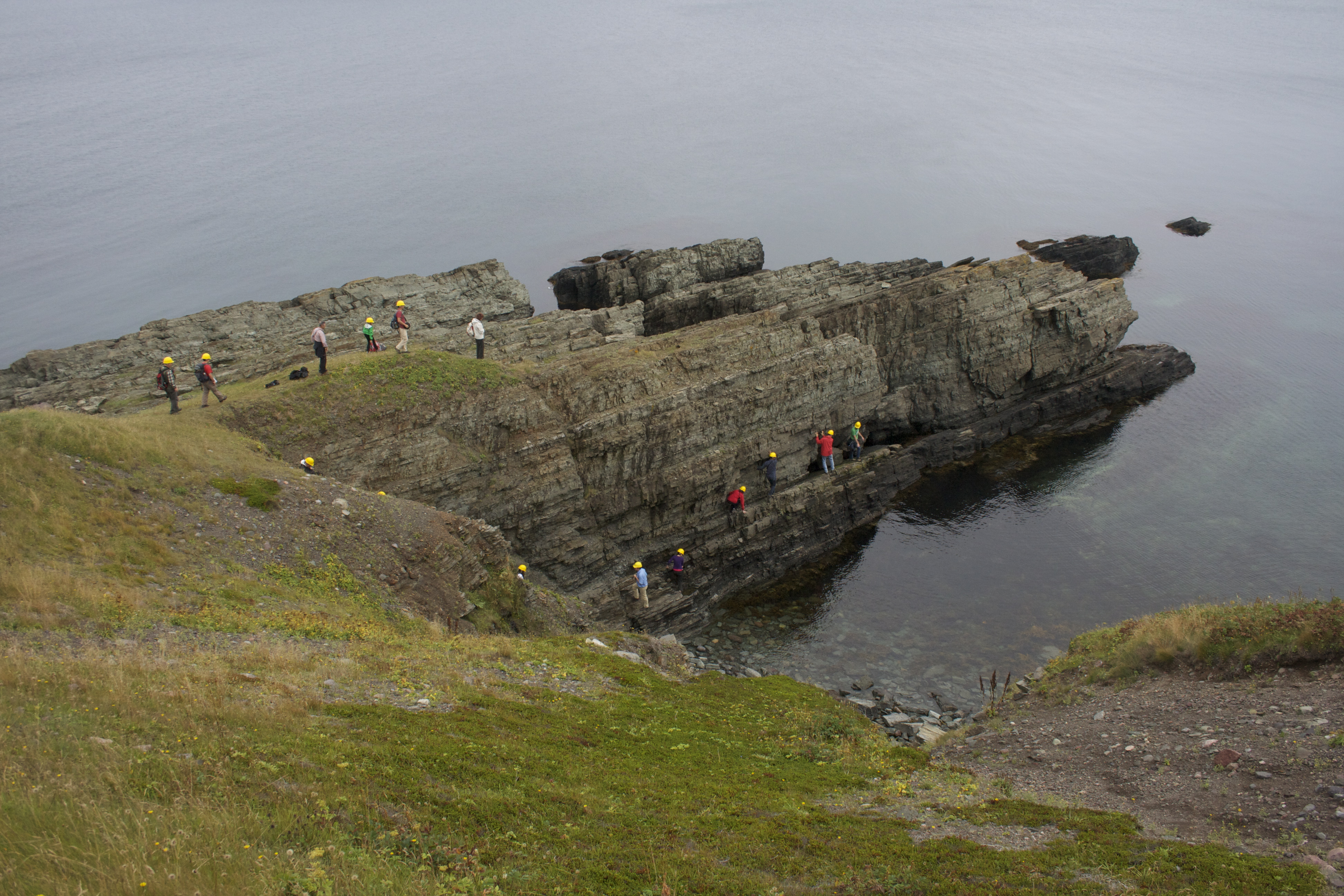
Global Stratotype Section and Point (GSSP) des Kambrium, Terreneuvium und Fortunium im Fortune Head Ecological Reserve, Newfoundland, Kanada

Das Terreneuvium, das heißt die untere chronostratigraphische Serie des Kambriums in der Erdgeschichte, wurde nach dem französischen Namen Neufundlands („Terre-Neuve“) benannt.

## Naturparks
Auf der westlichen, Amerika zugewandten Seite der Insel Neufundland liegt der Gros-Morne-Nationalpark. Zu seinen naturgeschichtlichen Attraktionen gehören der Fjord Western Brook Pond und die Tablelands. Das 600 m hohe Plateau (Table) ist insofern geologisch einzigartig, als hier älteste Gesteinsschichten freiliegen, die Einblicke ins Erdinnere zulassen. Dieser Nationalpark wurde 1973 gegründet. Wegen seiner außergewöhnlichen Schönheit und der einzigartigen geologischen Gegebenheiten wurde der Gros-Morne-Nationalpark 1987 in die Liste der World Heritage Sites der UNESCO aufgenommen. Durch den Terra-Nova-Nationalpark kommt man auf dem Highway No. 1 auf dem Weg von St. John’s nach Gander mit einem wichtigen Luftdrehkreuz. Verteilt über die gesamte Insel findet man etliche Reservate zum Schutz einzigartiger Pflanzen und Tiere, wie Cape St. Mary’s oder Witless Bay.
An der Südspitze der Insel befindet sich am Mistaken Point das Totalreservat Mistaken Point Ecological Reserve, in dem die weltweit bekanntesten, reichhaltigsten und am besten erhaltenen präkambrischen Fossilien gefunden worden sind.
Am 17. Juli 2016 wurde dieses Gebiet in die Liste des UNESCO-Weltkulturerbes aufgenommen.

## Tourismus

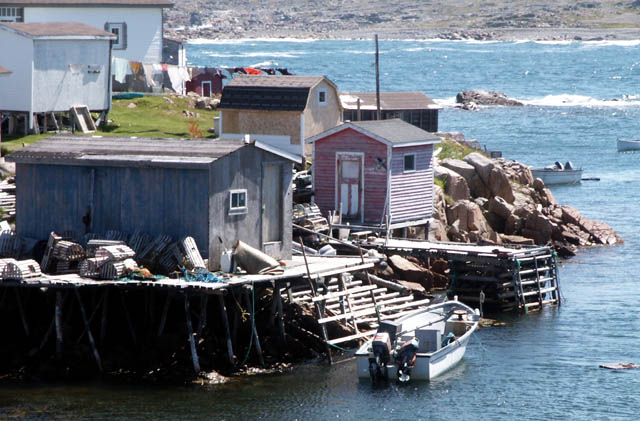
Ein Fischerei-Outport

Die Entwicklung eines sanften Tourismus bedeutet für die Neufundländer neben der Ölförderung einen wichtigen Erwerbszweig, insbesondere vor dem Hintergrund, dass die traditionellen, reichhaltigen Fischgründe mittlerweile erschöpft sind. Mindestens seit der Jahrtausendwende erkennen die Bewohner Neufundlands, dass der Tourismus, neben dem Erdöl im Hibernia-Ölfeld und dem Terra-Nova-Ölfeld, ein Wirtschaftszweig mit Zukunft ist. Durch die abgeschiedene Lage der Insel entwickelte sich der Tourismus langsamer: Vor allem Jäger und Wanderer, auch Künstler und Individualtouristen besuchten zunächst die Insel, häufig mit dem Campingmobil von anderen Teilen Kanadas oder von den USA aus. Heutzutage hat der Pauschaltourismus – zunehmend auch Touristen aus Europa – diesen äußersten östlichen Vorposten Nordamerikas längst für sich entdeckt. St. John’s an der Ost- und Corner Brook an der Westküste sind üblicherweise in den Sommermonaten beliebte Anlaufhäfen für Kreuzfahrtschiffe. Mittlerweile gibt es ein breites Angebot an Adventure-Touren und Winterurlaub. Starke Brandung und der kalte Labradorlandstrom aus dem Norden schließen einen Badeurlaub an der Atlantikküste zwar aus, aber die unzähligen Seen erreichen im Sommer durchaus Badetemperaturen. Insbesondere die Erschließung der außerordentlich reizvollen Felsenküste über den East Coast Trail auf der weit nach Osten in den Atlantik reichenden Halbinsel Avalon mit der Provinzhauptstadt St. John’s lädt Naturbegeisterte ein: zu Bed & Breakfast-Wander-Touren entlang der Küste, aber auch zu Whalewatching-Bootsfahrten oder zum Beobachten von mächtigen Eisbergen draußen vor der Küste. Karibuherden, Seevögelkolonien und Wale bieten spektakuläre Foto-Motive. Kunst, Handwerk und lokales Brauchtum ziehen Touristen an.

### Flüge
Neufundland ist gut auf dem Luftweg zu erreichen. Der St. John’s International Airport wurde im Jahre 1941 eröffnet und befindet sich nördlich von St. John’s.

### Eisenbahn
Auf Neufundland gibt es seit 1988 keinen Eisenbahnverkehr mehr.

### Auto
Der Trans-Canada-Highway (Route 1) führt von Port aux Basques an der Westküste nach St. John’s. Er führt parallel entlang zuerst zur westlichen, dann zur nördlichen, und zuletzt zur östlichen Küste, die Strecke beträgt 905 km.

## Größte Orte
(Einwohnerzahlen von 2006)
1. St. John’s (106.172)
2. Mount Pearl (24.671)
3. Conception Bay South (21.966)
4. Corner Brook (20.083)
5. Grand Falls-Windsor (13.558)
6. Paradise (12.584)
7. Gander (9.951)
8. Stephenville (6.588)
9. Torbay (6.281)
10. Portugal Cove-St. Philip’s (5.575)

## Sonstiges
Der Fischfang als nahezu ausschließliche Quelle des Lebensunterhalts der Neufundländer machte Wege und Straßenverbindungen auf der Insel bis weit ins 20. Jahrhundert hinein überflüssig. Die Menschen lebten entsprechend isoliert in Dörfern entlang der Küste und verkehrten per Boot miteinander. Die weltabgeschiedene Lage der Kommunen hatte zur Folge, dass sich Brauchtum, Folklore und sprachliche Charakteristika der einstigen Neuansiedler lange – und z. T. bis heute – erhalten haben. So hört man neben dem amerikanischen Englisch noch immer altartiges Englisch und Französisch, insbesondere irische Ausdrücke und gelegentlich u. a. auch Portugiesisch. Erst nach dem Anschluss Neufundlands an Kanada 1949 und dem damit verbundenen Ausbau von Infrastruktur, Radio und Fernsehen erreichte die Moderne diese weltabgelegenen Dörfer und verdrängten diese sprachlichen Besonderheiten. Heutzutage ist Neufundland eine der Regionen mit der prozentual höchsten Verbreitung des Internets. Im Jahre 2009 hatten fast 70 Prozent der Einwohner Internetzugang (einschl. Labrador).
Zur Mentalität der „Newfies“, wie Neufundländer in Kanada oft bezeichnet werden, gibt der Roman The Shipping News (dt. Schiffsmeldungen) von Annie Proulx einen umfassenden Überblick. Dieses Buch wurde mit der Auflage verfilmt, die Aufnahmen in Neufundland zu machen. Die Neufundländer dankten es, indem sie einen Küstenstrich nach dem Helden „Quoyles Land“ nannten.
Der gleichnamige Film wurde 2001 mit den Darstellern Kevin Spacey und Julianne Moore in der Nähe von Trinity (Bonavista Bay) gedreht.
Die „Newfies“ sind gelegentlich Objekt von Witzen und gelten insofern als die „Ostfriesen Nordamerikas“. Dabei stammen die meisten Newfie-Witze von den Newfies selbst, die ihrerseits auch die Umständlichkeit anderer Kanadier aufs Korn nehmen (z. B. der Begriff Torontonians, der für „Leute aus Toronto und vom Festland“ steht). (vgl. Ostfriesenwitz).